# Вале (Изернија)
Вале је насеље у Италији у округу Изернија, региону Молизе.
Према процени из 2011. у насељу је живело 33 становника. Насеље се налази на надморској висини од 491 м.